# تام دوگن
تام دوگِـن (انگلیسی: Tom Dugan؛ ‏ ۱ ژانویهٔ ۱۸۸۹ – ۷ مارس ۱۹۵۵) بازیگر اهل جمهوری ایرلند بود.
از فیلم‌هایی که وی در آن نقش داشته‌است، می‌توان به در لباسی خیره‌کننده، جارزن، مانع، نغمه‌های شهر بزرگ، بودن یا نبودن، احمق آمریکایی خوش‌تیپ، در جستجوی تفریحات شهری، رابطه عاشقانه، جنون آمریکایی و به شکار ارواح می‌رویم اشاره کرد.